# Pod de lemn
Podul de lemn este cel mai vechi tip din istoria construcției de poduri. Începând cu trunchiurile de copaci care au fost așezat deasupra unei râpe sau a unui curs de apă, arta construcției din lemn a fost perfecționată până la podurile pe piloni sau podurile de tip grindă cu zăbrele.

## Istoric
Romanii au rămas în istoria construcției nu numai al apeductelor dar și al primelor poduri de lemn sau de piatră sub formă de bolți și arce. Cel mai mare pod de lemn construit de ei a fost cel de pe Dunăre la Turnu Severin, numit Podul lui Traian (104–105 d.H.), folosit de armatele romane pentru traversarea ei. Podul a fost conceput și realizat de Apollodor din Damasc, realizatorul Columnei lui Traian.

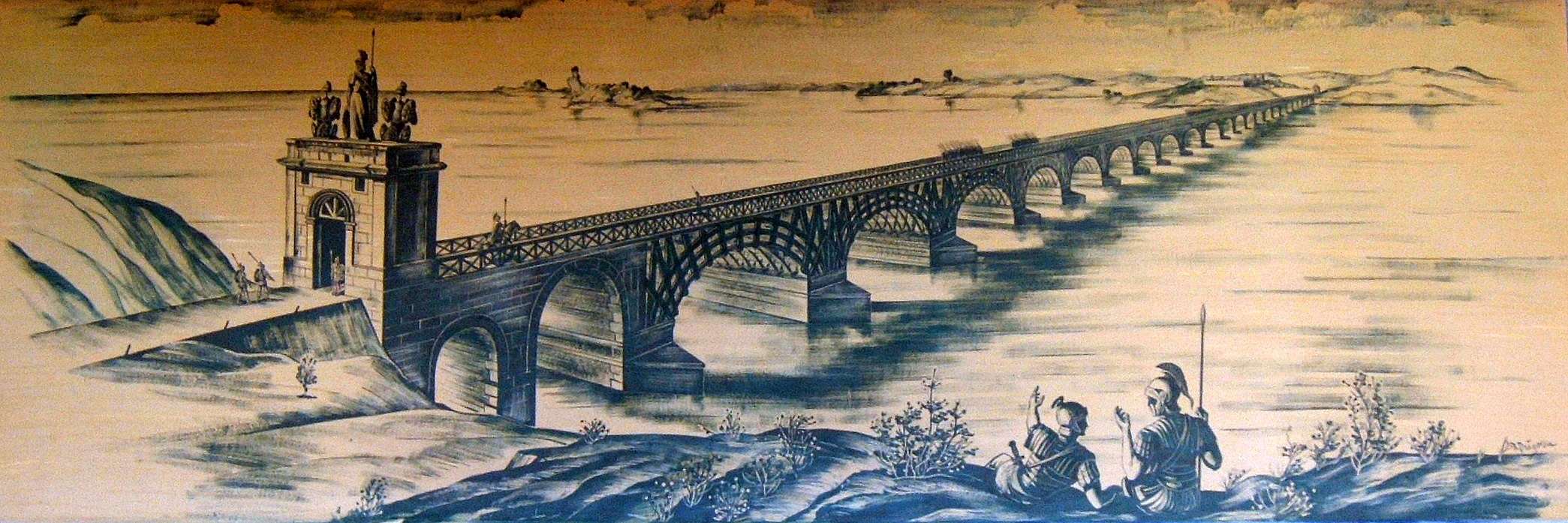
Reconstituirea planului podului lui Traian de către inginerul francez Edgar Duperrex în 1907
Podul lui Traian menționat de Dio Cassius
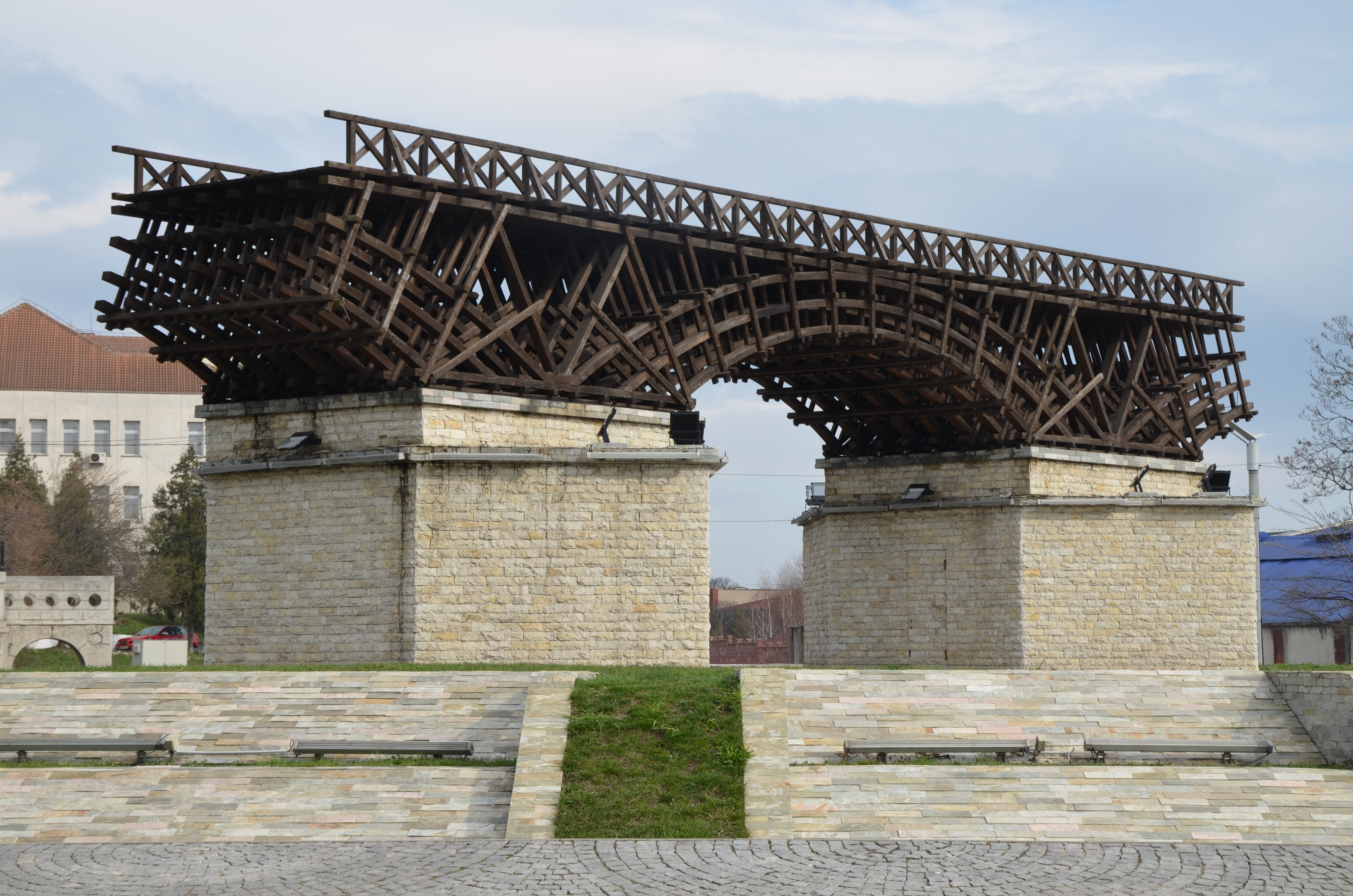
Macheta unui fragment din podului lui Traian

## Exemple de poduri de lemn

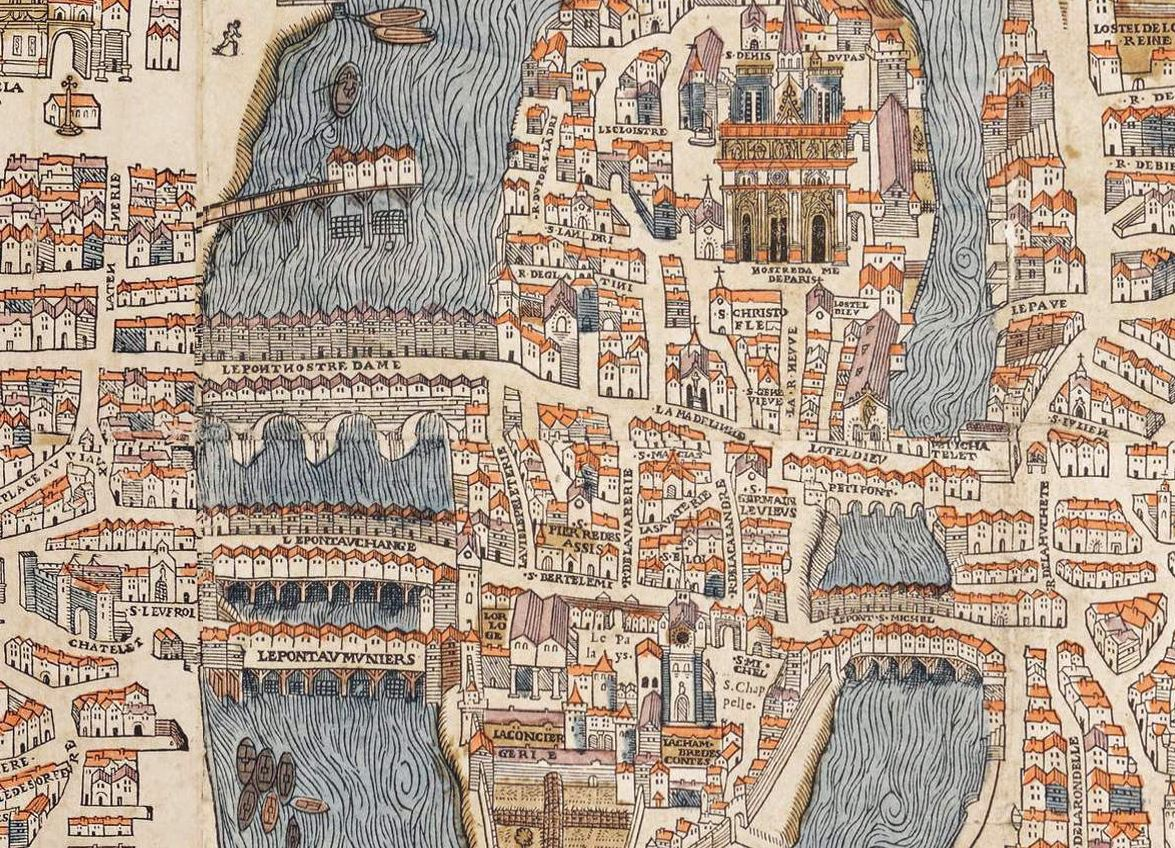
Cele 5 poduri de lemn cu case din Paris (1550)

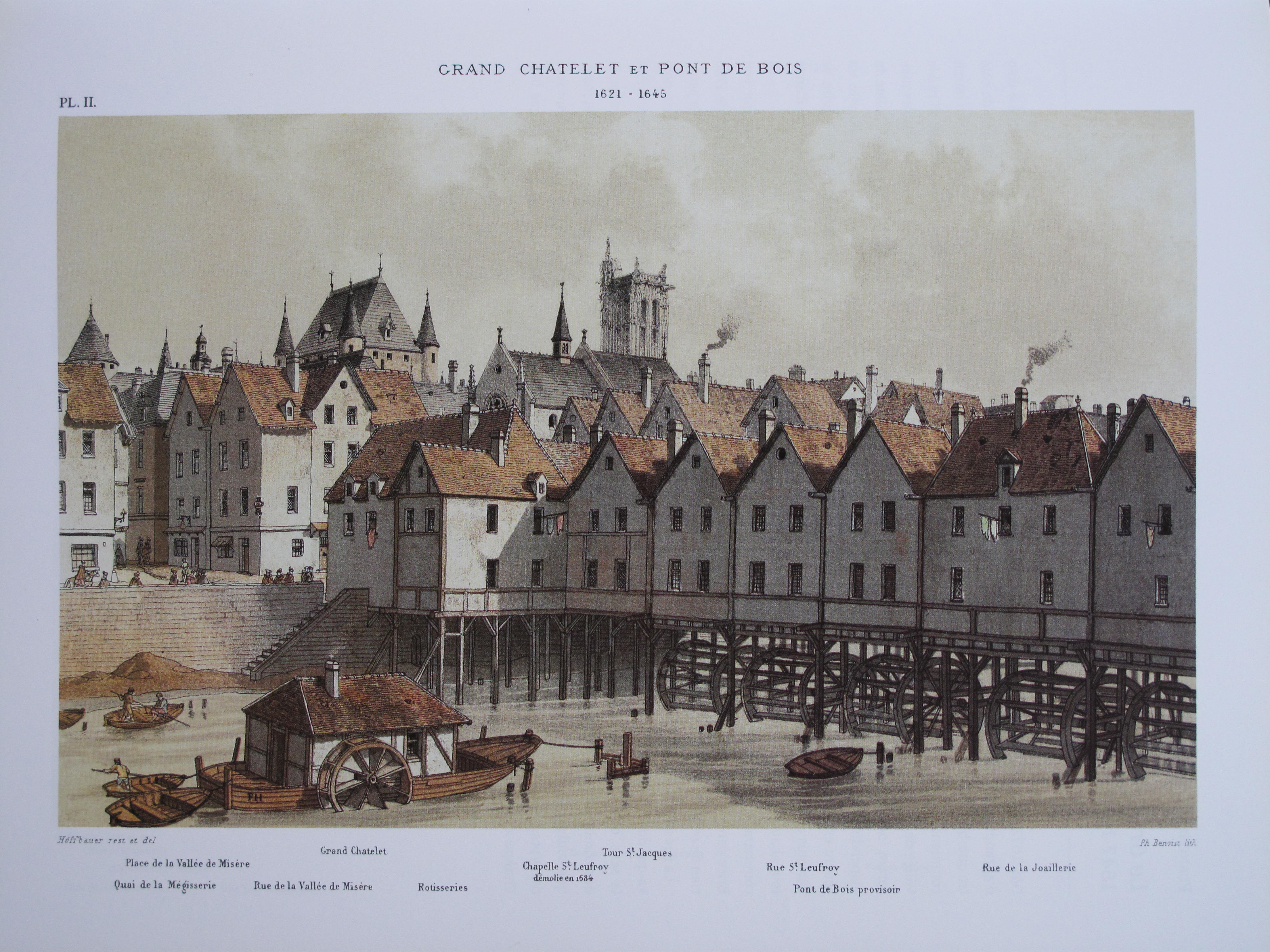
Pod de lemn cu case din Paris (1580)

In Evul Mediu insula „Ile de la Cité“ din Paris era legată de restul orașului prin următoarele 5 poduri de lemn cu case din lemn:

- Petit Pont (peste brațul drept al Senei) 

- Pont Saint Michel (peste brațul dept al Senei) 

- Pont Notre Dame (peste brațul stȃng al Senei) 

- Pont au Change (peste brațul stȃng al Senei) 

- Pont aux Meniers (peste brațul stȃng al Senei) 

Din cauza pericolului permanent de surpare a podurilor și de incendiu a caselor de lemn, spre sfȃrșitul secolului al XVIII-lea s-a interzis construcția de case pe poduri. Ulterior s-au înlocuit toate podurile de lemn cu poduri din materiale mai stabile.

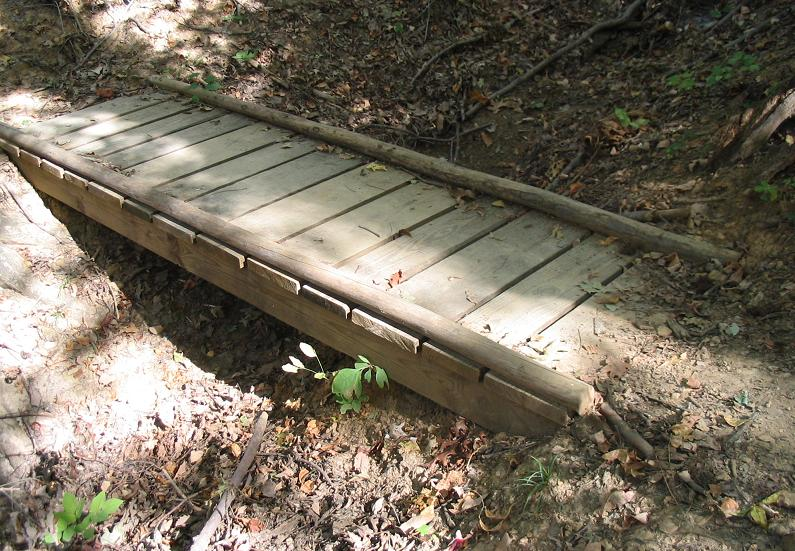
Podeț simplu de lemn
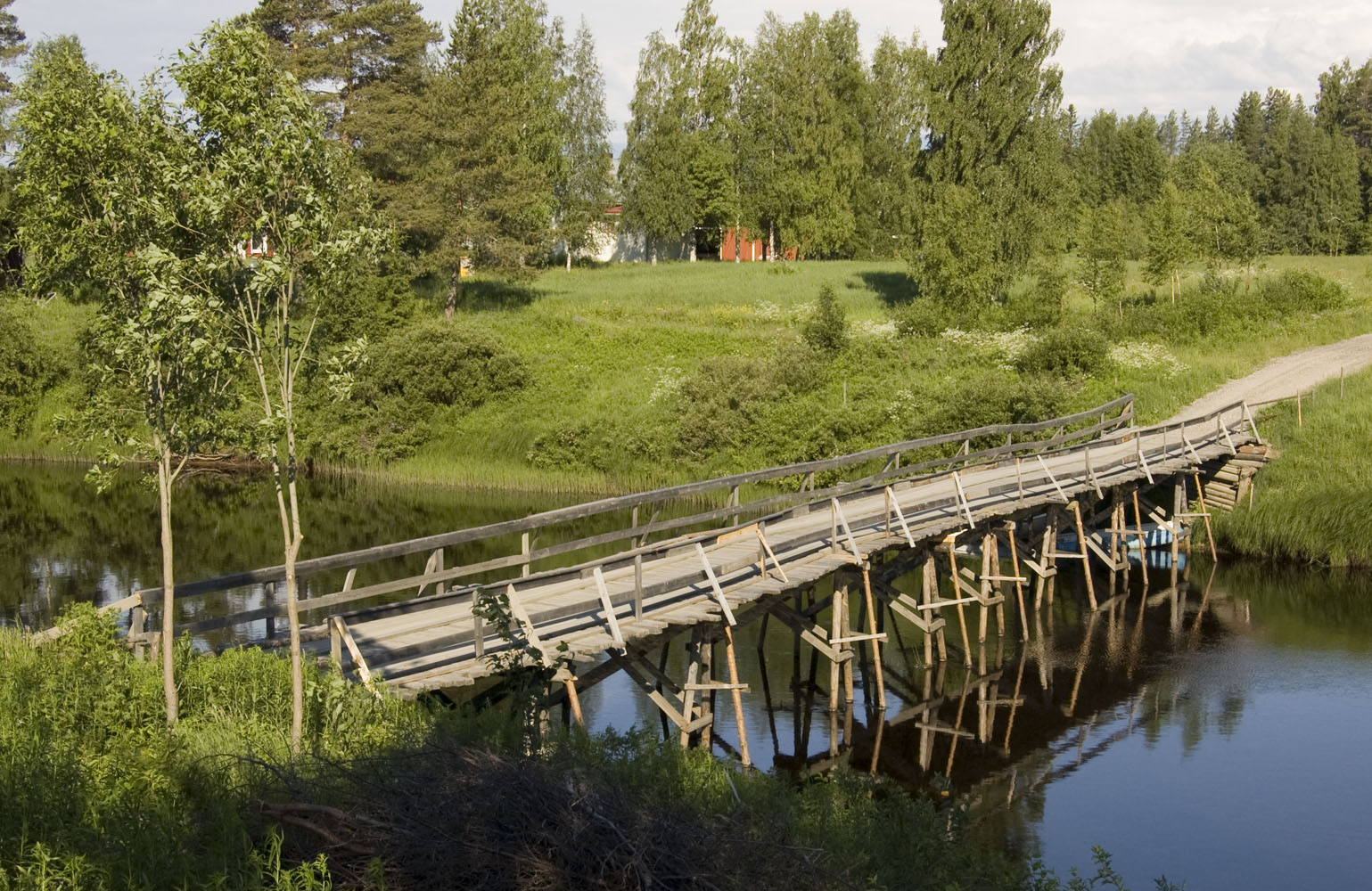
Pod din piloni peste râul Nuorittajoki în Jokikokko și Ylikiiminki, Ostrobotnia de Nord, Finlanda
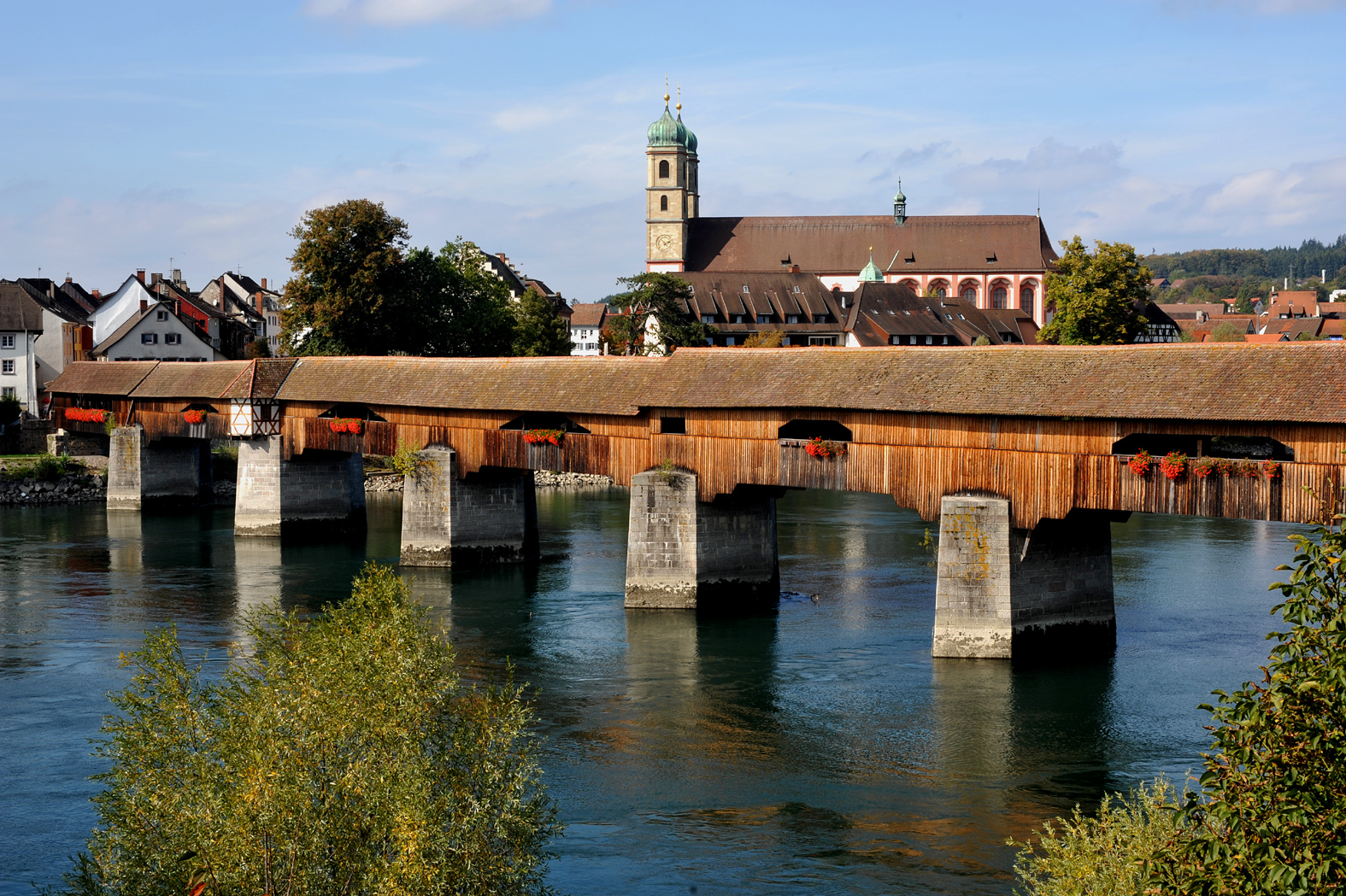
Podul de lemn din Bad Säckingen, în Baden-Württemberg, Germania
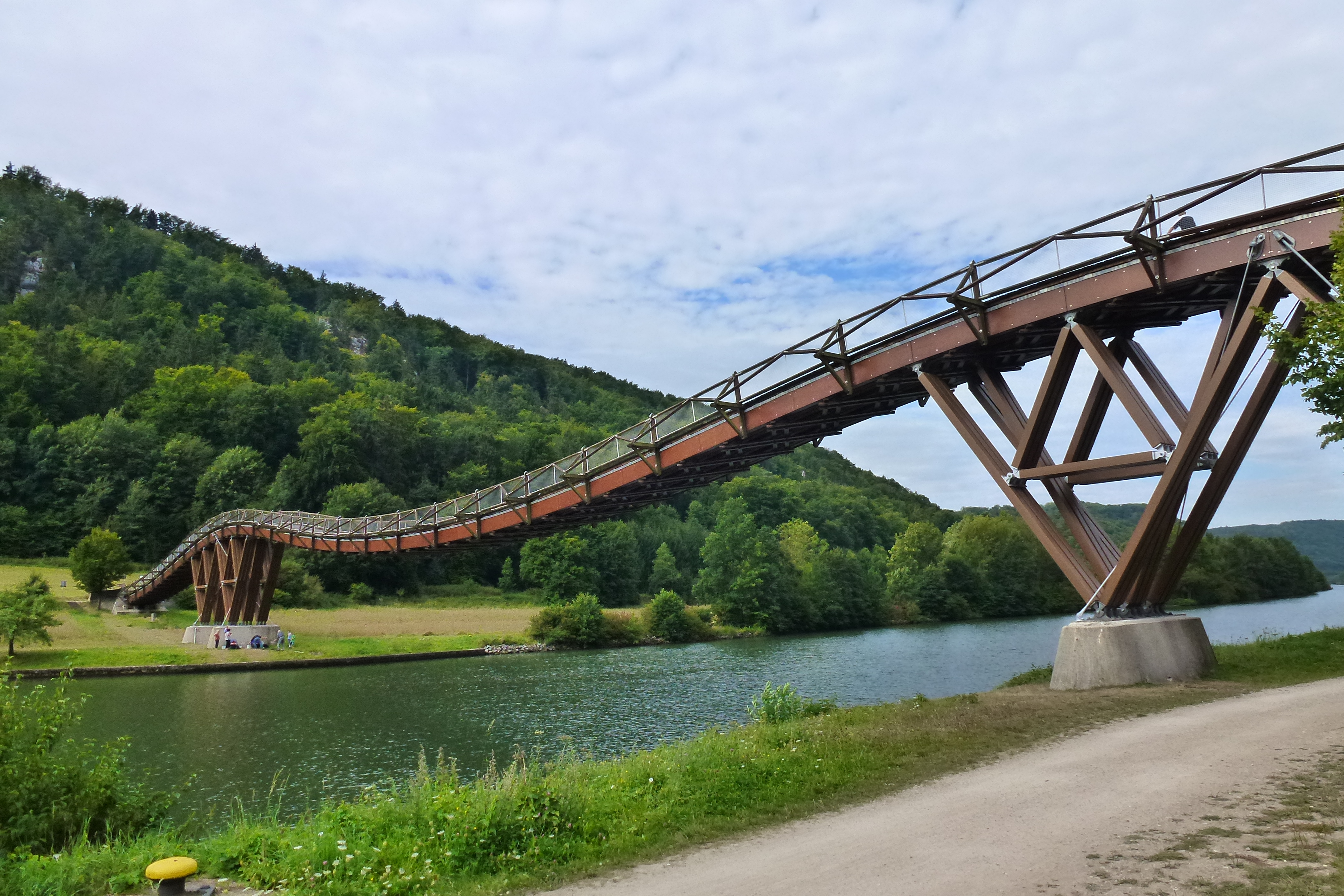
Pod suspendat din lemn, peste Canalul European, din Essing în Bavaria
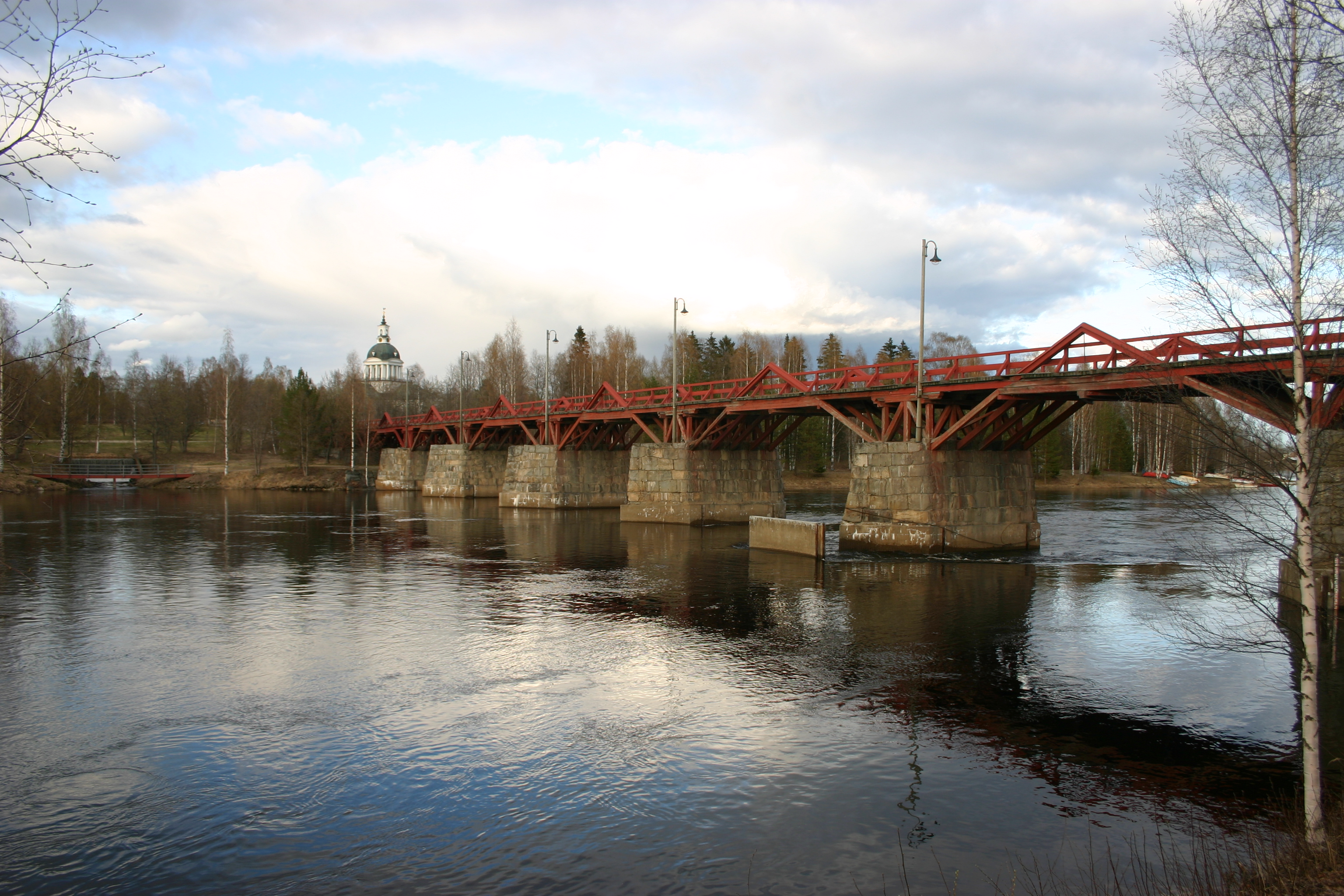
Lejonströmsbron din 1737 în Skellefteå, Suedia (fotograf: Mattias Hedström)
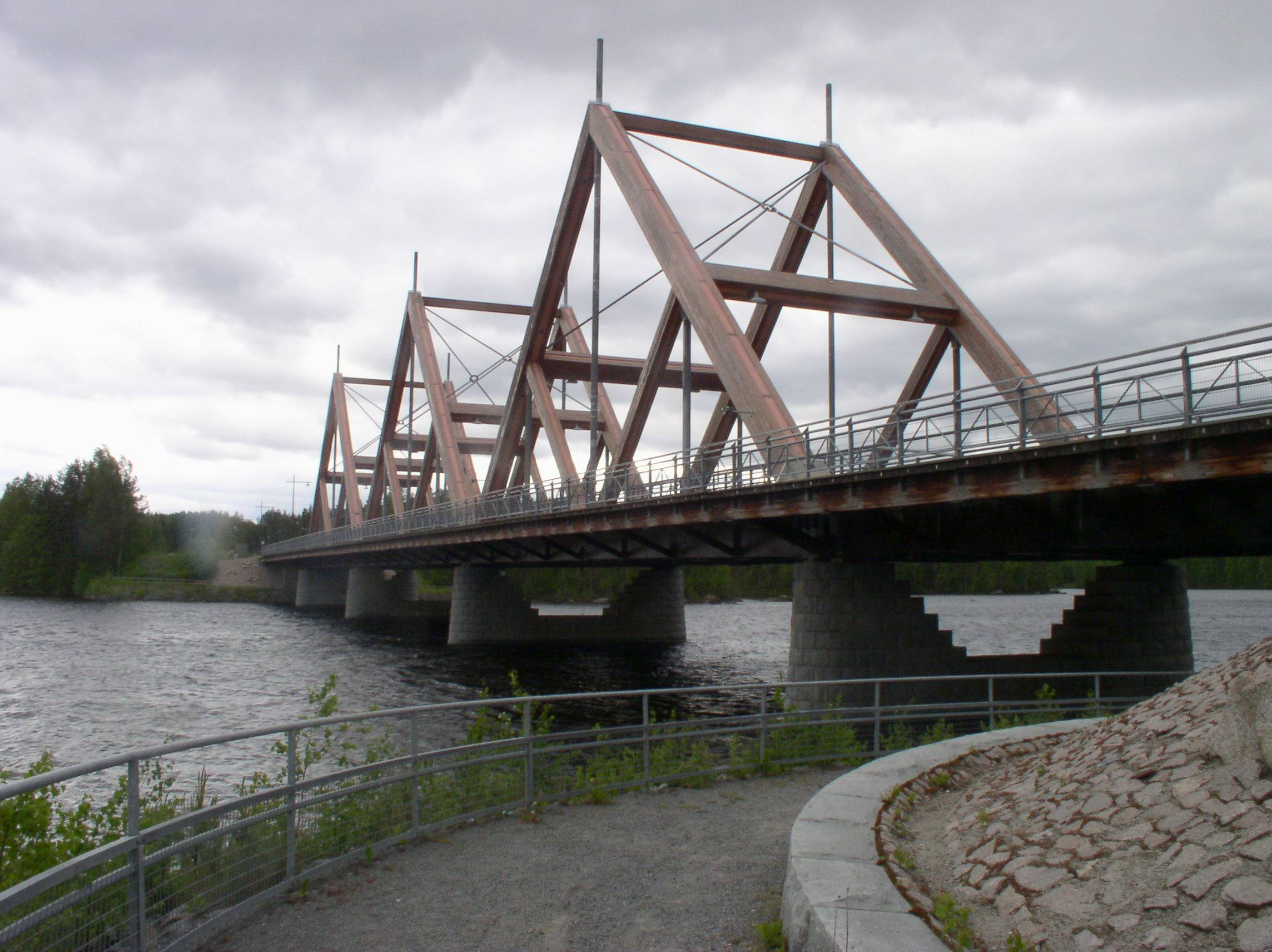
Podul Vihantasalmi cu cadru din lemn, cel mai lung pod rutier din această categorie(Suedia)